# فيليبس كارلن
فيليبس كارلن (بالإنجليزية: Phillips Carlin) هو مذيع ‏ أمريكي، ولد في 30 يونيو 1894، وتوفي في 27 أغسطس 1971.